# Mimonicarete barbicornis
Mimonicarete barbicornis là một loài bọ cánh cứng trong họ Cerambycidae.